# Angoustrine-Villeneuve-des-Escaldes
Angoustrine-Villeneuve-des-Escaldes (in catalano Angostrina i Vilanova de les Escaldes) è un comune francese di 677 abitanti situato nel dipartimento dei Pirenei Orientali nella regione dell'Occitania.

## Geografia fisica

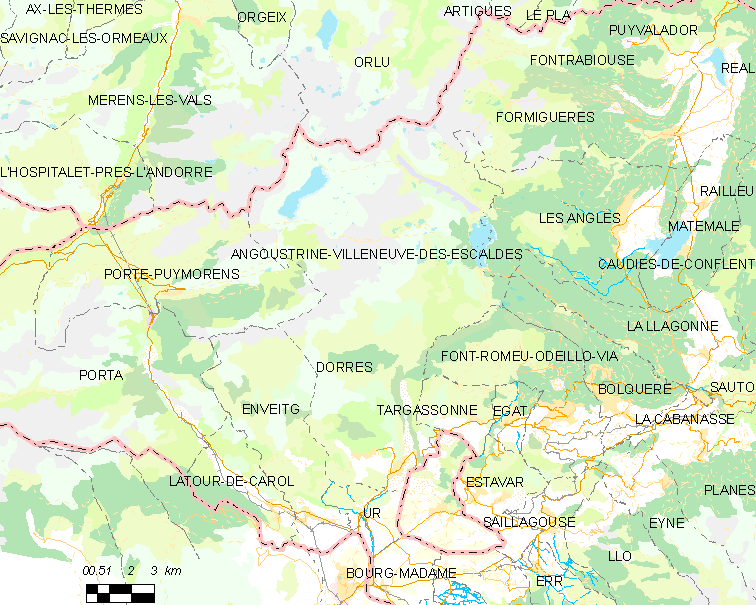
Situazione di Angoustrine-Villeneuve-des-Escaldes

Fa parte della regione storica nota come Cerdagna.

## Amministrazione

### Sindaci
| Nome             | Mandato     |
| ---------------- | ----------- |
| Louis Clerc      | 1973 - 1989 |
| Jacques de Maury | 1989 - 1995 |
| Hélène Josende   | 1995 -      |

## Società

### Evoluzione demografica
Abitanti censiti